# Sicinek
Sicinek – wieś typu ulicówka w Polsce, położona w województwie kujawsko-pomorskim, w powiecie wąbrzeskim, w gminie Ryńsk. Wchodzi w skład sołectwa Sitno.
Według podziału administracyjnego Polski obowiązującego w latach 1975–1998, miejscowość należała do województwa toruńskiego.